# Usina Hidrelétrica de Emborcação
A Usina Hidrelétrica de Emborcação (Theodomiro Santiago) está localizada a 11,5 km à montante da Ponte Estelita Campos, sobre o Rio Paranaíba e encontra-se na divisa dos Estados de Goiás e Minas Gerais, mais precisamente entre os municípios de Araguari (MG) e Catalão (GO). 

## Características
O reservatório tem um volume útil de 13,056 bilhões de metros cúbicos, em uma área inundada de até 473 km² que se estende também pelos municípios de Abadia dos Dourados, Cascalho Rico, Douradoquara, Estrela do Sul, Grupiara e Monte Carmelo, no estado de Minas Gerais, e Davinópolis, Ouvidor e Três Ranchos, no estado de Goiás, armazena água drenada de uma área de 29.300 Km2.
Iniciou sua operação em 1982, com uma potência instalada de 1.192 MW, operando com 04 unidades geradoras tipo Francis . Tem uma altura máxima da barragem de 158 metros (660 m do nível do mar / queda efetiva útil para geração de energia elétrica de 130,3m) altura mínima para operação de 113 m (615 metros do nível do mar / queda efetiva útil para geração de energia elétrica de 85,3m) e comprimento de 1507 m. 
Construída e operada pela CEMIG, Emborcação foi inaugurada em 20 de fevereiro de 1983, tendo seu nome alterado em 2023 em homenagem ao fundador da Universidade Federal de Itajubá, em reconhecimento ao trabalho da instituição na formação de engenheiros de sistemas de potência.
É uma usina de grande importância na geração de energia elétrica. Além disso, como possui um reservatório no Rio Paranaíba, a sua regularização tem influência também na geração de mais de 25.000 MW nas usinas à jusante, como também ajuda e possibilita a navegabilidade da Hidrovia Tietê / Paraná.
Segundo o Operador Nacional do Sistema Elétrico (ONS) o lago da Usina Hidrelétrica de Emborcação é capaz de armazenar 10,65% do volume represável pelos reservatórios do Sistema Sudeste/Centro Oeste, o que representa 27,58% do armazenamento de água do sub-sistema do Rio Paranaíba